# Ajmak selengijski
Ajmak selengijski (mong. Сэлэнгэ аймаг) – jeden z 21 ajmaków w Mongolii, znajdujący się w północnej części kraju. Stolicą ajmaku jest Suche Bator. W zachodniej części ajmaku znajduje się klasztor Amarbajasglant chijd.
Utworzony w 1931 roku. Obejmuje powierzchnię 41,200 km² i dzieli się na 17 somonów. Gospodarka oparta na eksploatacji zasobów (złoto, węgiel, żelazo), ponadto przemysł drzewny i skórzany. W rolnictwie hodowla zwierząt oraz uprawa zbóż i warzyw, przede wszystkim ziemniaka.
Liczba ludności w poszczególnych latach:
| 1979   | 1989   | 2000   | 2010   |
| ------ | ------ | ------ | ------ |
| 65 000 | 92 100 | 99 950 | 95 804 |

## Somony
Ajmak selengijski dzieli się na 17 somonów:
| - Altanbulag - Bajangol - Baruunbüren - Cagaannuur - Chüder - Chuszaat - Dzüünbüren - Dżawchlant - Jöröö | - Mandal - Orchon - Orchontuul - Sajchan - Sant - Suche Bator - Szaamar - Tüszig |